# Primeira Divisão 1987-88
La Primeira Divisão 1987/88 fue la 54.ª edición de la máxima categoría de fútbol en Portugal. Porto ganó su 10° título. El goleador fue Paulinho Cascavel del Sporting de Portugal con 23 goles.

## Tabla de posiciones
| Pos | Equipo               | PJ | PG | PE | PP | GF | GC | Pts |                               |
| --- | -------------------- | -- | -- | -- | -- | -- | -- | --- | ----------------------------- |
| 1   | Porto                | 38 | 29 | 8  | 1  | 88 | 15 | 66  | Copa de Campeones             |
| 2   | Benfica              | 38 | 19 | 13 | 6  | 59 | 25 | 51  | Copa UEFA                     |
| 3   | Belenenses           | 38 | 18 | 12 | 8  | 52 | 38 | 48  | Copa UEFA                     |
| 4   | Sporting de Portugal | 38 | 17 | 13 | 8  | 62 | 41 | 47  | Copa UEFA                     |
| 5   | Boavista             | 38 | 16 | 14 | 8  | 42 | 25 | 46  |                               |
| 6   | Espinho              | 38 | 13 | 14 | 11 | 42 | 38 | 40  |                               |
| 7   | Chaves               | 38 | 13 | 14 | 11 | 51 | 31 | 40  |                               |
| 8   | Vitória Setúbal      | 38 | 15 | 10 | 13 | 56 | 43 | 40  |                               |
| 9   | Marítimo             | 38 | 11 | 17 | 10 | 36 | 37 | 39  |                               |
| 10  | Penafiel             | 38 | 10 | 18 | 10 | 36 | 45 | 38  |                               |
| 11  | Braga                | 38 | 8  | 18 | 12 | 32 | 42 | 34  |                               |
| 12  | Farense              | 38 | 12 | 10 | 16 | 36 | 50 | 34  |                               |
| 13  | Portimonense         | 38 | 12 | 10 | 16 | 35 | 50 | 34  |                               |
| 14  | Vitória Guimarães    | 38 | 11 | 11 | 16 | 48 | 50 | 33  | Recopa de Europa              |
| 15  | Elvas                | 38 | 8  | 17 | 13 | 35 | 40 | 33  | Descenso a la Segunda Divisão |
| 16  | Académica de Coimbra | 38 | 9  | 15 | 14 | 32 | 42 | 33  | Descenso a la Segunda Divisão |
| 17  | Varzim               | 38 | 7  | 16 | 15 | 31 | 52 | 30  | Descenso a la Segunda Divisão |
| 18  | Rio Ave              | 38 | 7  | 14 | 17 | 29 | 67 | 28  | Descenso a la Segunda Divisão |
| 19  | Salgueiros           | 38 | 6  | 13 | 19 | 31 | 62 | 25  | Descenso a la Segunda Divisão |
| 20  | Covilhã              | 38 | 5  | 11 | 22 | 30 | 70 | 21  | Descenso a la Segunda Divisão |

|                             |
| Campeón FC Porto 10° título |